# 身法八要
身法八要為武術修習中的8個身法要訣，不同流派武術對於何為「八要」及其統整可能有不同解釋。
對於身法八要的解讀，常見的一說法是太極拳學中所述之身法八要，分別是：含胸、拔背、裹襠、護肫、提頂、弔襠、鬆肩、沉肘。 此概念相傳為太極拳師武禹襄所創，文字記載首見於1853年－1880年間成書的《廉讓堂太極拳譜》。
在少林武術中的身法八要，則為起、落、進、退、反、則、收、縱。

## 釋義

### 武派太極拳
太極拳之身法八要相傳為武派太極拳創始人武禹襄所建立，即含胸、拔背、裹襠、護肫、提頂、弔襠、鬆肩、沉肘，後人又在這八條基礎上加入騰挪、閃戰。武禹襄之甥李經綸亦從其修習太極拳，李將舅舅所傳編成一首七言歌訣，同樣名為《身法八要》，云：提頂吊襠心中懸，鬆肩沈肘氣丹田；裹襠護肫須下勢，含胸拔背落自然。

#### 含胸
心以上為胸。胸不可挺，要往下松，兩肩微向前合，謂之涵胸。能涵胸才能以心行氣。

#### 拔背
兩肩中間脊骨處，似有鼓起之意，兩肩要靈活，不可低頭，謂之拔背。

#### 裹襠
兩膝著力，有內向之意，兩腿如一條腿，能分虛實，謂之裹襠。

#### 護肫
兩脅微斂，取下收前合之勢，內中感覺鬆快，謂之護肫。

#### 提頂
頭頸正直，不低不昂，神貫於頂，提摯全身，謂之提頂。

#### 弔襠
兩股用力，臀部前送，小腹有上翻之勢，謂之吊襠。

#### 鬆肩
以意將兩肩鬆開，氣向下沉，意中加一靜字，謂之鬆肩。

#### 沉肘
以意運氣，行於兩肘，手腕要能靈活，肘尖常有下垂之意，謂之沉肘。

#### 騰挪
有動之意而未動，即預動之勢，謂之騰挪。

#### 閃戰
身、手、腰、腿相順相隨，一氣呵成，向外發出，勁如發箭，迅若雷電，一往無敵，謂之閃戰。